# Französische Mauser

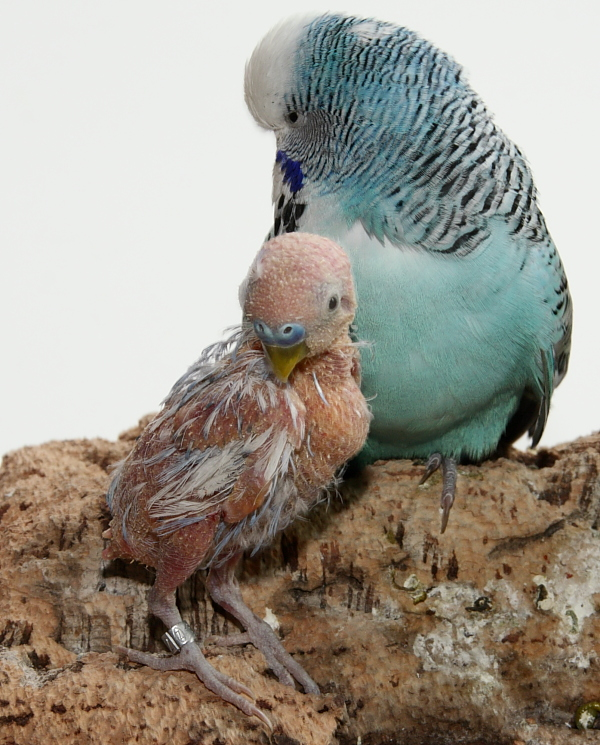
Wellensittich mit Polyomavirus-Infektion

Französische Mauser oder Rennerkrankheit ist der umgangssprachliche Begriff für ein klinisches Symptom, bei dem Vögel, plötzlich und meist symmetrisch, ihre Flügel- und Schwanzfedern verlieren. Das Phänomen tritt vor allem bei jungen Wellensittichen im Alter von 4 bis 7 Wochen auf. In den betroffenen Arealen wachsen zur nächsten Mauser keine oder nur deformierte Federn nach. Die betroffenen Vögel werden auch „Renner“ oder „Hopser“ genannt, da sie zumeist flugunfähig sind.
Ausgelöst wird die Französische Mauser durch eine Polyomavirusinfektion oder die Psittacine Beak and Feather Disease (PBFD). Darüber hinaus können Mangelernährung, gegenseitiges Rupfen oder Entzündungen der Federbälge ähnliche Erscheinungen hervorrufen.